# Hubert Mitter
Hubert Mitter (* 6. Mai 1960 in Salzburg) ist ein österreichischer Hochschullehrer und Autor.

## Leben
Mitter lehrte bis September 2019 an der Pädagogischen Hochschule Salzburg am Institut für Gesellschaftliches Lernen und Politische Bildung. Seine Veröffentlichungen umfassen neben Historienkrimis auch dokumentarische Abhandlungen über die Aktion T4 und die Geschichte der Zwangsarbeiter in der Seegrotte bei Hinterbrühl, einem Außenlager des KZ Mauthausen.
Mitter lebt mit seiner Frau in Baden bei Wien. Er hat drei erwachsene Kinder.

## Veröffentlichungen (in Auswahl)
- Ein Teufel als Bischof: Maximilian Gandolf Graf von Kuenburg und die großen Bettlerbubenprogrome 1677–1679 in Salzburg. increase-verlag, Salzburg 2018.
- Tatort „endlösung“: fließbandgesteuerte Menschenentsorgung: von den Tötungsanstalten der Euthanasie („Aktion T4“) zu den Vernichtungslagern des Holocaust („Aktion Reinhard“). increase-verlag, Baden bei Wien 2021, ISBN 978-3-200-07467-5.
- Die Aufdeckung: Geheimsache Hinterbrühl 2. increase-verlag, Baden 2022, ISBN 978-3-200-08886-3.
- Die Offenbarung des Johannes: das offenbare Geheimnis. increase-verlag, Baden 2024, ISBN 978-3-200-10201-9.
- Anatomie von Extrembiografien: Kidnapping – Bipolarität – Dissoziation. increase-verlag, Baden 2024, ISBN 978-3-200-09915-9.